# Jüdischer Friedhof (Borgholz)

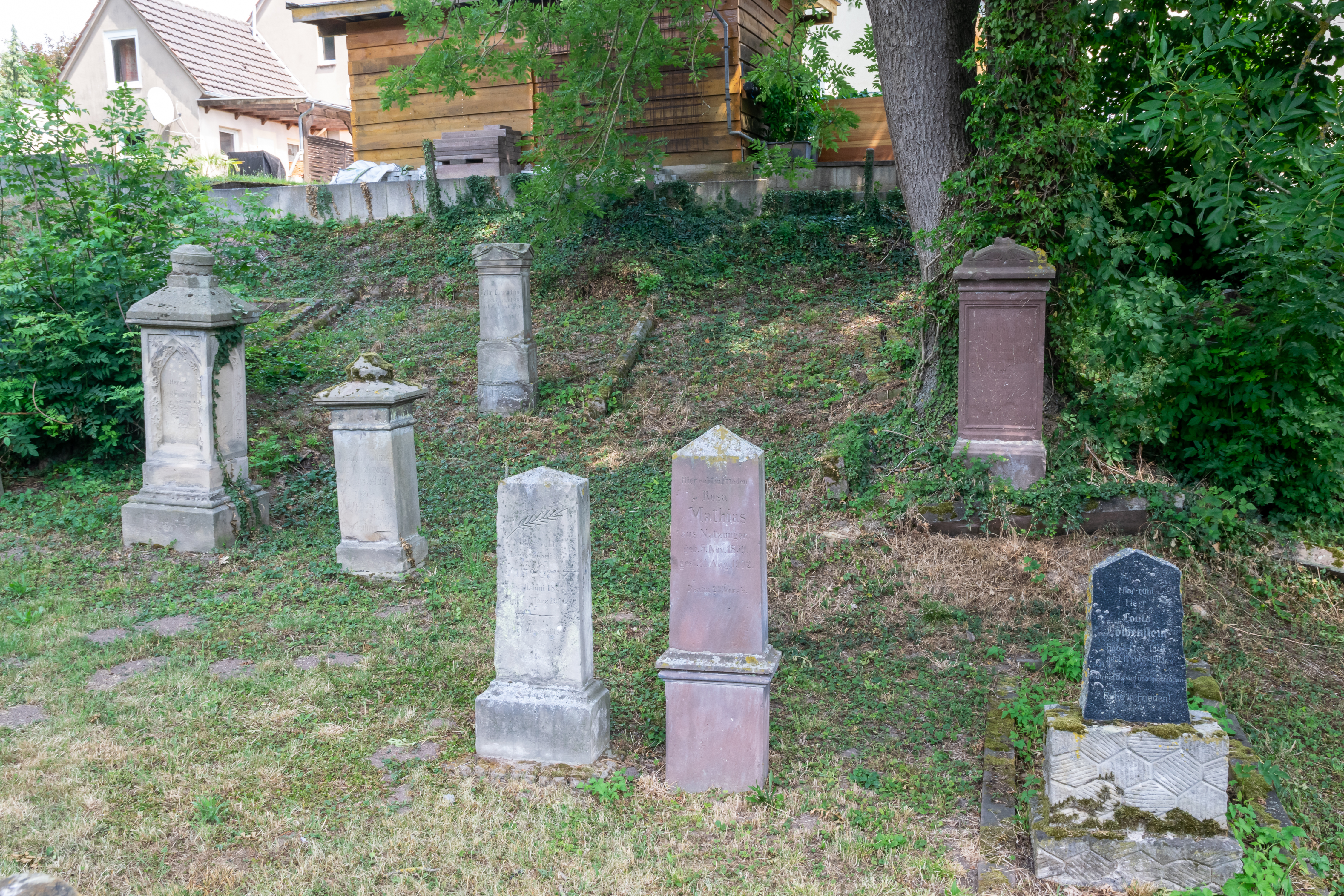
Jüdischer Friedhof Borgholz

Der Jüdische Friedhof Borgholz befindet sich im Ortsteil Borgholz der Stadt Borgentreich im Kreis Höxter in Nordrhein-Westfalen. Als jüdischer Friedhof ist er ein Baudenkmal, das unter Denkmalschutz steht.
Der Friedhof in der Grabenzone der südöstlichen Stadtbefestigung in der Nähe der Hinteren Straße – vom Kuckucksweg aus zwischen den Häusern Nr. 1/3 und Nr. 7 (früher Judenhagen) – wurde vermutlich vom 18. bis zum Anfang des 20. Jahrhunderts belegt. Dort sind 54 Grabsteine erhalten.